# Wauconda (Washington)
Wauconda es un área no incorporada ubicada en el condado de Okanogan en el estado estadounidense de Washington.

## Geografía
Wauconda se encuentra ubicado en las coordenadas 48°43′34″N 119°0′50″O / 48.72611, -119.01389.